# Eva Margareta Steinby
Eva Margareta Steinby, meist nur Margareta Steinby genannt, (geboren am 21. November 1938 in Wyborg) ist eine finnische Klassische Archäologin.
Steinby wurde 1976 an der Universität Helsinki promoviert, forschte aber bereits seit 1963 in Rom. Von 1973 bis 1977 war sie zunächst Assistentin am Institutum Romanum Finlandiae in der Villa Lante auf dem Gianicolo in Rom, das sie als Direktorin in den Jahren 1979 bis 1982 und 1992 bis 1994 leitete. Ab 1973 lehrte sie außerdem an der Universität Helsinki. Im Jahr 1994 trat sie die Nachfolge von Sheppard Frere als Professor of the Archaeology of the Roman Empire an der Universität Oxford an. Die Stelle hatte sie bis zu ihrer Emeritierung 2004 inne. Mit ihrer Professur wurde sie zugleich Fellow am All Souls College in Oxford, dem sie seit 2004 als Emeritus Fellow angehört.
Steinbys wissenschaftliches Interesse gilt vor allem archäologischen Fragen zur Geschichte Roms, seiner Topographie und Architektur. Grundlegend sind ihre Arbeiten zu Ziegelstempeln Roms und seiner Umgebung von der Römischen Republik bis zum 3. Jahrhundert n. Chr., in denen sie wichtige Ergebnisse zur Chronologie römischer Ziegelbauwerke erzielte. Als überaus wichtiges Kompendium zur Topographie des antiken Rom gab sie zwischen 1993 und 2000 das sechsbändige Lexicon Topographicum Urbis Romae heraus. Band 4 der zugehörigen Supplemente, Res bene gestae. Ricerche di storia urbana su Roma antica in onore di Eva Margareta Steinby, wurde ihr als Festschrift dargebracht.

## Mitgliedschaften und Ehrungen
- Goldmedaille für Benemeriti Culturali der Republik Italien 1983
- Mitglied der Societas Scientiarum Fennica, der ältesten finnischen Wissenschaftsakademie, 1983
- Korrespondierendes Mitglied des Deutschen Archäologischen Instituts 1984
- Trägerin des Finnischen Ordens der Weißen Rose 1991
- Mitglied der Pontificia Accademia Romana di Archeologia 1993–1995 (korrespondierendes Mitglied ab 1982)
- Mitglied der Society of Antiquaries of London 1997
- Ehrenmitglied des Archaeological Institute of America 2000
- Mitglied der Akademie von Finnland 2000

## Schriften
- I bolli laterizi degli antiquari del Foro e del Palatino. Accademia nazionale dei Lincei, Rom 1974.
- La cronologia delle figlinae doliari urbane dalla fine dell’età repubblicana fino all’inizio del iii sec. Spoleto 1974.
- Lateres signati Ostienses. Bände 1 und 2. Bardi, Rom 1977/1978.
- Indici complementari ai Bolli doliari urbani (Cil. XV,1) (= Acta Instituti Romani Finlandiae. Band 11). Bardi, Rom 1987.
- als Herausgeberin: Lexicon Topographicum Urbis Romae. Sechs Bände. Edizioni Quasar, Rom 1993–2000.
- La necropoli della via triumphalis. Il tratto sotto l’autoparco vaticano (= Pontificia Accademia Romana di Archeologia, Memorie. Band 17). Ed. Quasar, Rom 2003.
- Edilizia pubblica e potere politico nella Roma repubblicana. Jaca Book, Mailand 2012, ISBN 978-88-16-41141-8.